# Konståret 1959

## Händelser
- Det Jyske Kunstakademi grundades i Århus

### Priser och utmärkelser
- Prins Eugen-medaljen tilldelas Gunnar Nilsson, skulptör, Melchior Wernstedt, arkitekt, Stig Borglind, grafiker, Axel Salto, dansk konsthantverkare, och Hanna Ryggen, norsk konsthantverkare.

## Verk
- Salvador Dalí – Christopher Columbus upptäckt av Amerika

## Utställningar
- 15 december – Exposition inteRnatiOnale du Surréalism, den VIII internationella surrealistutställningen, efter de i Köpenhamn 1935, London 1936, Paris 1938, Mexico City 1940, New York 1942, Paris och Prag 1947, öppnar på Galerie Daniel Cordier i Paris, och pågår till 29 februari 1960. Temat är erotik.[1] Marcel Duchamp svarar för utställningskatalogen benämnd La Boîte alerte. Bland många andra texter återfinns där dikten Météores av den kroatiske exilpoeten Radovan Ivšić och dikten Evigheten i svarta lakan av den unge franske skulptören och poeten Jean-Pierre Duprey som begått självmord månaden före utställningens öppnande.[2] Ett av rummen vill erinra om en enda stor vagina genom ett dallrande rosa tak. André Breton ställer ut den fallosliknande resta träskulpturen Minuit juste med två kvinnliga strumphållare korsade utmed ena sidan.[3] Max Walter Svanberg medverkar från svenskt håll.

### Utan datum
- Den fantastiska realismens skola i Wien får sitt internationella genombrott vid en utställning på Belvedere i centrala Wien.

## Födda
- 13 februari - Peter Apelgren, svensk komiker och konstnär.
- 21 februari - Ola Åstrand, svensk konstnär.
- 11 april - Maja Spasova, svensk konstnär verksam i Tyskland.
- 7 juni - Anker Eli Petersen, färöisk konstnär.
- 4 augusti - Charlotte Ramel, svensk illustratör.
- 7 augusti - Ebba von Wachenfeldt, svensk glaskonstnär, glasblåsare och formgivare.
- 20 augusti - Alfred Kubin, österrikisk bildkonstnär och författare.
- 5 oktober - Maya Lin, amerikansk arkitekt, landskapsarkitekt och skulptör.
- 24 december - Maria Branzell, svensk formgivare och konstnär.
- okänt datum - Ariana Ramhage, polsk-svensk konstnär och arkitekt.
- okänt datum - Kristina Digman, svensk illustratör.

## Avlidna
- 8 mars - Olle Hjortzberg, 86, svensk konstnär.
- 6 juli - George Grosz, 65, tysk konstnär.